# 长沙路 (上海)
长沙路是中華人民共和國上海市黃浦區一條南北走向道路，道路北起新閘路，中與北京西路、牯岭路相交，南至鳳陽路。道路全长293米，宽3.08米至12.42米，其中车行道宽3.08至10.4米。
长沙路辟筑于1887年，最初名為长沙街，1900年更名为长沙路。1920年代后期，牯岭路以南建造房屋，两侧房屋间隔狭小，机动车不能通行，結果造成牯岭路至凤阳路之间阻塞。截至1980年代末，长沙路的牯岭路与凤阳路之间为碎石路面，牯岭路以北路段則為沥青混凝土路面。